# Chīstopol'e Aūdany
Chīstopol'e Aūdany är ett distrikt i Kazakstan.   Det ligger i oblystet Nordkazakstan, i den centrala delen av landet, 300 km väster om huvudstaden Astana.